# Wennoniusz
Wennoniusz, łac. Vennonius lub Venonius (II poł. II w. p.n.e.?) – rzymski historyk, zaliczany do annalistów średnich.
Nic bliższego o nim nie wiadomo, nieznane pozostaje także jego pełne nazwisko. Dwie wzmianki na temat Wennoniusza umieścił w swoich pismach Cyceron. W dziele De legibus (O prawach) wymienił go na liście rzymskich historyków, między Gajuszem Fanniuszem a Lucjuszem Celiuszem Antypaterem. Stało się to podstawą przypuszczenia, że żył w II połowie II wieku p.n.e. Niekiedy określa się go jednak jako wczesnego pisarza. Drugą wzmianka o Wennoniuszu znalazła się w jednym z listów Cycerona do Attyka z 46 roku p.n.e. i ogranicza się do określenia go jako autora pracy historycznej. Cyceron ponadto wyraził żal, że nie czytał jeszcze jego dzieła.
Praca ta nie zachowała, nie wiadomo jaki był jej tytuł, ani zakres chronologiczny. Jak wynika ze wzmianek Cycerona była napisana po łacinie. Jedyny ocalały fragment, dotyczący czasów króla Serwiusza Tuliusza, przytoczył Dionizjusz z Halikarnasu, który ponadto określił Wennoniusza jako ważnego historyka, na równi z Kwintusem Fabiuszem Piktorem czy Katonem Starszym. Przypuszcza się, że skoro ten urywek dotyczył Rzymu w okresie królewskim, to autor rozpoczął swoje dzieło od przedstawienia czasów najdawniejszych.
Poza pismami Cycerona i Dionizjusza jedyne nawiązanie do Wennoniusza pojawiło się w pracy Origo gentis Romanae (Początki narodu rzymskiego), z najprawdopodobniej IV wieku n.e., części Corpus Aurelianum. Przytoczono tam cytat, który wykorzystał w swojej pracy Dionizjusz.
Zachowany fragment wydano w zbiorach Historicorum Romanorum reliquiae Hermanna Petera i L’annalistique romaine Martine Chassignet.